# Sieversdorf-Hohenofen
Sieversdorf-Hohenofen é um município da Alemanha, situado no distrito de Ostprignitz-Ruppin, no estado de Brandemburgo. Tem 19,83 km² de área, e sua população em 2019 foi estimada em 720 habitantes.